# ديون إبراهيم
ديون إبراهيم (7 أغسطس 1980 في زيمبابوي - ) (بالإنجليزية: Dion Ebrahim)‏ هو لاعب كريكت زيمبابوي. لعب مع منتخب زمبابوي للكريكت.

## وصلات خارجية
- ديون إبراهيم على موقع إي آس بي آن كريك إنفو (الإنجليزية)